# Тубкал
Тубкал (берберски: ⴰⴷⵔⴰⵔ ⵏ ⵜⵓⴱⵇⴰⵍ, Adrar n Tubqal; арап. جبل توبقال) је планиски врх у југозападном Мароку у истоименом националном парку. Висок је 4.167 м — највиши је врх Атласа и Сјеверне Африка. Удаљен је 63 км у правцу југа од Маракеша. Маркиз de Segonzac, Vincent Berger и Hubert Dolbeau били су први Европљани који су се попели на врх 12. јуна 1923, но могуће је да је врх савладан и прије тог датума.